# John J. Delaney
John Joseph Delaney (ur. 21 sierpnia 1878 w Brooklynie, zm. 18 listopada 1948 w Brooklynie) – amerykański polityk, członek Partii Demokratycznej.

## Działalność polityczna
W okresie od 5 marca 1918 do 3 marca 1919 przez jedną kadencję i ponownie od 3 listopada 1931 do śmierci 18 listopada 1948 przez dziewięć kadencji (w listopadzie 1948 wybrany na dziesiątą kadencję) był przedstawicielem 7. okręgu wyborczego w stanie Nowy Jork w Izbie Reprezentantów Stanów Zjednoczonych.